# Бутурлинский комитет
Бутурлинский комитет — употреблявшееся современниками и использующееся в литературе название «Комитета для высшего надзора за духом и направлением печатаемых в России произведений» — высшего постоянного цензурного органа, осуществлявшего надзор за «духом и направлением» российской литературы и периодической печати. Получил название по фамилии своего первого председателя Д. П. Бутурлина. Известен также как «Комитет 2 апреля 1848» – по дате первого заседания.

## Создание и деятельность
Его создание было вызвано революцией во Франции. Возникшие в России волнения фаворит Николая I светлейший князь Александр Меньшиков назвал «подкопной работой либерализма», а барон Модест Корф составил докладную записку, в которой указывал на вредное влияние двух журналов — «Отечественных записок» и «Современника». Для проведения ревизии цензурного ведомства немедленно был назначен «Комитет 27 февраля 1848 года» под председательством Меньшикова с членами: А. Г. Строгановым, Бутурлиным, Корфом и Дегаем; ему было поручено «рассмотреть, правильно ли действует цензура и издаваемые журналы соблюдают ли данные каждому программы». Этот временный комитет просуществовал всего один месяц; на его заседаниях был сделал вывод о неудовлетворительности цензурного контроля за содержанием российских периодических изданий и уже 2 апреля был основан постоянный комитет с Бутурлиным во главе и членами: Корфом и Дегаем. Он имел обязанностью представлять свои замечания и предположения императору.
Надзор Комитета распространялся на все печатные издания (в том числе объявления, приглашения и извещения), а также на литографируемые для учебных заведений пособия и руководства, ранее не подлежавшие цензуре. Особое внимание уделялось «скрытому» смыслу сочинений. Комитет был также органом высшего наблюдения за деятельностью цензурных установлений, имел право представления к служебным взысканиям для цензоров. Первоначально также осуществлял надзор за литературой духовного содержания: с конца 1849 года для рассмотрения замечаний по книгам духовного содержания на заседания комитета приглашался обер-прокурор Синода; с 1851 года эти вопросы были переданы в ведение Особого секретного комитета при Синоде.
Решения комитета первоначально требовали утверждения императора, но с 1852 года на рассмотрение императора представлялись только наиболее важные вопросы, в том числе изменение цензурного законодательства. 
По докладам Комитета в 1848 году сослан в Вятку Михаил Салтыков-Щедрин; в 1852 году выслан в Спасское-Лутовиново, за написанный им некролог о Николае Гоголе, Иван Тургенев. В 1849 году Комитет заблокировал принятие нового цензурного устава, что привело к отставке министра народного просвещения графа Сергея Уварова. Были также запрещены: постановка комедии Александра Островского «Свои люди – сочтёмся»; издание «Московского сборника»; конфискован или тайно скуплен правительством ряд номеров российских журналов.
После смерти Николая I, по докладной записке М. Корфа, в связи с изменившейся ситуацией, 6 декабря 1855 года он был упразднён.

## Председатели
- 1848—1849: Дмитрий Петрович Бутурлин
- 1849—1855: Николай Николаевич Анненков
- 1855: Модест Андреевич Корф

## Состав
- Дмитрий Петрович Бутурлин 1848—1849
- Павел Иванович Дегай 1848—1849
- Модест Андреевич Корф 1848—1855
- Николай Николаевич Анненков 1849—1855
- Авраам Сергеевич Норов 1854—1855